# Crunk Rock
Crunk Rock — дебютный альбом продюсера и рэпера Лил Джона, вышедший в 2010 году.

## Об альбоме
Сначала выход Crunk Rock был запланирован на середину 2006 года, затем на конец 2007 года, а после «где-то» в 2008 году. В ноябре 2007, рэпер заявил, что альбом готов на «65 − 70 процентов».
Crunk Rock уже включает в себя синглы «Snap Yo Fingers» (при участии E-40 и Sean P), и «Act A Fool» (при участии Three 6 Mafia). Песни, помещённые на страницу MySpace Лил Джона в Хэллоуин 2006 года, немедленно привлекли внимание и были прослушаны около 580 000 раз в первый же день. Перед записью альбома, Джону пришлось долго налаживать отношения со звукозаписывающим лейблом TVT. «Король Кранка» мотивировал это тем, что владелец компании Стив Готтлиб попросту обсчитывал его.
— После долгих и мучительных переговоров с TVT, мы все же пришли к решению наших разногласий. И теперь пришло время для меня вернуться к работе в студии, — сказал Джон. — «Crunk Rock» поднимется на следующий уровень.
Было заявлено, что первая часть альбома записана под влиянии от рока и будет включать в себя треки наподобие «Let’s Go» Trick Daddy. Остальные же песни будут напоминать нам больше предыдущие хиты Лил Джона, такие как «Get Low» и «What U Gon' Do».
— Я работаю с гитаристом из P.O.D., Маркосом, панк-группой Whole Wheat Bread из Джэксонвилля, FLA, Кидом Роком и немногими другими, — сказал Лил Джон на Billboard.com. — Моя музыка это реальные рок-гитары вместе с моими битами, неклавиатурные гитары вместе с гетто-битами. Она будет немного отличаться от того, что вы слышите сейчас, но я думаю все её полюбят.
Список приглашённых звёзд всё также многочислен. Это: P.O.D., Кид Рок, Сиара, Ice Cube, R. Kelly, Remy Ma, Lil Wayne, The Game, Gucci Mane, Fabo из D4L, Three 6 Mafia и другие.

## Список композиций
| №   | Название                                                                   | Producer(s)                                     | Длительность |
| --- | -------------------------------------------------------------------------- | ----------------------------------------------- | ------------ |
| 1.  | «Crunk Rock» (Intro)                                                       | Lil Jon                                         | 0:50         |
| 2.  | «Throw It Up (Part 2) (Remix)» (featuring Pastor Troy & Waka Flocka Flame) | Drumma Boy, Lil Jon                             | 5:14         |
| 3.  | «G Walk» (featuring Soulja Boy)                                            | Shawty Redd, Lil Jon                            | 3:35         |
| 4.  | «On de Grind» (featuring Stephen & Damian "Jr. Gong" Marley)               | Drumma Boy, Lil Jon                             | 4:18         |
| 5.  | «What Is Crunk Rock?» (Interlude)                                          | Lil Jon                                         | 0:33         |
| 6.  | «Killas» (featuring Game, Elephant Man, Ice Cube & Whole Wheat Bread)      | Lil Jon                                         | 3:46         |
| 7.  | «Get In Get Out»                                                           | Catalyst, Lil Jon, Noel "Detail" Fisher (co.)   | 4:26         |
| 8.  | «Outta Your Mind» (featuring LMFAO)                                        | Lil Jon                                         | 4:11         |
| 9.  | «Ride da D» (featuring Ying Yang Twins)                                    | Lil Jon                                         | 3:50         |
| 10. | «Ms. Chocolate» (featuring R. Kelly & Mario)                               | Drumma Boy, Lil Jon                             | 3:20         |
| 11. | «Like a Stripper» (featuring Pleasure P & Shawty Putt)                     | Lil Jon, Dre & Vidal                            | 3:33         |
| 12. | «Shots» (with LMFAO)                                                       | LMFAO, Lil Jon                                  | 3:38         |
| 13. | «Work It Out» (featuring Pitbull)                                          | DJ Chuckie, Dave Moreaux, Silvio Ecomo, Lil Jon | 3:44         |
| 14. | «Hey» (with 3OH!3)                                                         | Dr. Luke, Lil Jon, 3OH!3 (co.)                  | 3:35         |

| №   | Название                                                                   | Producer(s)                                     | Длительность |
| --- | -------------------------------------------------------------------------- | ----------------------------------------------- | ------------ |
| 1.  | «Crunk Rock» (Intro)                                                       | Lil Jon                                         | 0:50         |
| 2.  | «Throw It Up (Part 2) (Remix)» (featuring Pastor Troy & Waka Flocka Flame) | Drumma Boy, Lil Jon                             | 5:14         |
| 3.  | «Fall Out» (featuring Travis Porter)                                       | Kevin "KE On Tha Track" Erondu & Lil Jon        | 3:53         |
| 4.  | «G Walk» (featuring Soulja Boy)                                            | Shawty Redd, Lil Jon                            | 3:35         |
| 5.  | «On de Grind» (featuring Stephen Marley & Damian Marley)                   | Drumma Boy, Lil Jon                             | 4:18         |
| 6.  | «What Is Crunk Rock?» (Interlude)                                          | Lil Jon                                         | 0:33         |
| 7.  | «Killas» (featuring Game, Elephant Man, Ice Cube & Whole Wheat Bread)      | Lil Jon                                         | 3:46         |
| 8.  | «Get in Get Out»                                                           | Catalyst, Lil Jon, Noel "Detail" Fisher(co.)    | 4:26         |
| 9.  | «Pop Dat Pussy» (featuring Blazed)                                         | DJ Montay, Lil Jon                              | 4:15         |
| 10. | «Outta Your Mind» (featuring LMFAO)                                        | Lil Jon                                         | 4:11         |
| 11. | «Ride da D» (featuring Ying Yang Twins)                                    | Lil Jon                                         | 3:50         |
| 12. | «Ms. Chocolate» (featuring R. Kelly & Mario)                               | Drumma Boy, Lil Jon                             | 3:20         |
| 13. | «Like a Stripper» (featuring Pleasure P & Shawty Putt)                     | Lil Jon, Dre & Vidal                            | 3:33         |
| 14. | «Moist» (featuring Oobie)                                                  | Lil Jon                                         | 4:55         |
| 15. | «Every Freakin' Night» (featuring Naadei)                                  | Lil Jon                                         | 3:31         |
| 16. | «What a Night» (featuring Claude Kelly)                                    | Steve Aoki, Lil Jon                             | 3:46         |
| 17. | «Shots» (with LMFAO)                                                       | LMFAO, Lil Jon                                  | 3:38         |
| 18. | «Work It Out» (featuring Pitbull)                                          | DJ Chuckie, Dave Moreaux, Silvio Ecomo, Lil Jon | 3:44         |
| 19. | «Machuka» (featuring Mr. Catra & Mulher Filé)                              | Kassiano, Lil Jon                               | 3:10         |
| 20. | «Hey» (with 3OH!3)                                                         | Dr. Luke, 3OH!3 & Lil Jon (co.)                 | 3:35         |

Синглы
- «Ms. Chocolate», feat. R. Kelly and Mario, March 16, 2010.

Подтверждённые синглы
- «Snap Yo Fingers», February 4, 2006.
- «Act a Fool», feat. Three 6 Mafia, October 31, 2006.
- «I Do», feat. Swizz Beatz and Snoop Dogg, July 21, 2009.
- «Give it All U Got», feat. Kee, November 3, 2009.
- «Outta Your Mind» feat. LMFAO, March 23, 2010.